# تشارلز إف. مارفن
تشارلز إف. مارفن (بالإنجليزية: Charles F. Marvin)‏ هو عالم أرصاد أمريكي، ولد في 7 أكتوبر 1858 في زانيسفيل في الولايات المتحدة، وتوفي في 5 يونيو 1943 في واشنطن العاصمة في الولايات المتحدة.